# Прем'єр-ліга (Лесото)
Прем'єр-ліга (Лесото) (англ. Lesotho Premier League) — змагання з футболу з-поміж клубів Лесото, в ході якого визначається чемпіон країни й представники міжнародних клубних змагань.

## Формат
У Прем'єр-лізі змагаються 14 клубів, які грають по два матчі (кругова система). Всього команди грають по 26 матчів. Чемпіон отримує право виступати у Лізі чемпіонів КАФ, віце-чемпіон — у Кубку Конфедерації КАФ. Два аутсайдери вибувають до Першого дивізіону.
Прем'єр-ліга Лесото, як і раніше, має статус аматорського змагання.

## Спонсор
З 2002 року прем'єр-ліга Лесото спонсорується компаніями електрозв'язку. «Еконет Телеком Лесото» та «Блу-Тек» були спонсорами Прем'єр-ліги і нижчих ліг Лесото (А-Дивізіону, B-Дивізіону і C-Дивізіону) з 2002 до 2009 років. У 2009 році Федерація футболу Лесото завершила свою семирічну співпрацю з «Еконет Телеком Лесото» і підписала трирічну партнерську угоду з «Vodacom (Лесото)». В рамках угоди «Vodacom (Лесото)» погодилася стати спонсором Прем'єр-ліги і нижчих ліг та інвестувати щорічно протягом трьох років по 1 мільйону лоті.
Відповідно до назви свого головного спонсора змінювалася назва найвищого футбольного дивізіону країни:
2002-09: «Еконет Телеком Лесото» (Бидді Прем'єр-ліга)
2009-: «Vodacom (Лесото)» (Vodacom Прем'єр-ліга)

## Команди-учасниці чемпіонату сезону 2015–16 років
- Банту (Мафетенг)
- Кік фор Лайф (Масеру)
- Виправна Служба Лесото (Масеру)
- Сили оборони Лесото (Масеру)
- Ліхопо (Масеру)
- Лікіла Юнайтед (Бута-Буте)
- Лінаре (Лерібе)
- Ліфакое (Цгутінг)
- Ліолі (Теятеяненг)
- ЛМПС (Масеру)
- Матлама (Масеру)
- Сандавана (Мфаране)
- Мфатлалацане (Лерібе)
- Рома Роверз (Масеру)

## Чемпіони, віце-чемпіони та команди, які вилетіли у минулі роки
| Сезон   | Переможець             | Фіналіст               | Вибули                                                                                                 |
| ------- | ---------------------- | ---------------------- | --- |
| 2004–05 | Ліхопо                 | Виправна Служба Лесото | Банту Юнайтед (Мафетенг), ФК «Кало» (Бута-Буте)                                                        |
| 2005–06 | Ліхопо                 | Сили оборони Лесото    | Ліфефо (Масеру), Школярі (Масеру)                                                                      |
| 2006–07 | Виправна Служба Лесото | Матлама                | Мафетенг ЛМПС (Мафетенг), Воїни Бута-Бути (Бута-Буте)                                                  |
| 2007–08 | Виправна Служба Лесото | Сили оборони Лесото    | Арсенал (Масеру), ФК «Кало» (Бута-Буте)                                                                |
| 2008–09 | Ліолі                  | Сили оборони Лесото    | Підліткові хулігани Масеру, Молоді зірки Секаманенгу (Береа)                                           |
| 2009–10 | Матлама                | Ліолі                  | Маянтжа (Мохалес-Хук), Н'єн'є Роверз (Лерібе), Роверз (Масеру), Троянди Бута-Буте (Бута-Буте)          |
| 2010–11 | Виправна Служба Лесото | Сили оборони Лесото    | Мфатлалацане (Лерібе), Лерозолі Політехніс (Масеру), Ластівки (Мазенод, Масеру), ФК «Мабеона» (Маценг) |
| 2011–12 | Виправна Служба Лесото | Сили оборони Лесото    | ФК «Мадума» (Бута-Буте), Маянтжа (Кузінг)                                                              |
| 2012–13 | Ліолі                  | Банту                  | |
| 2013–14 | Банту                  | Ліолі                  | ФК «Мелеле» (Качас Нік), ФК «Джой» (Лерібе)                                                            |
| 2014–15 | Ліолі                  | Банту                  | Н'єн'є Роверз (Лерібе), Горці Коалінгу (Масеру)                                                        |
| 2015–16 | Ліолі                  | Матлама                | Лікіла Юнайтед, Мфатлалацане (Лерібе)                                                                  |

## Чемпіони попередніх років
- 1969 : Матлама (Масеру)
- 1970 : Масеру Юнайтед
- 1971 : Маянтжа (Мохейлс Хоек)
- 1972 : Поліція (Масеру)
- 1973 : Лінаре (Лерібе)
- 1974 : Матлама (Масеру)
- 1975 : ФК «Масеру»
- 1976 : Масеру Юнайтед
- 1977 : Матлама (Масеру)
- 1978 : Матлама (Масеру)
- 1979 : Лінаре (Лерібе)
- 1980 : Лінаре (Лерібе)
- 1981 : Брати Масеру
- 1982 : Матлама (Масеру)
- 1983 : Воєнізовані сили Лесото (Масеру)
- 1984 : Воєнізовані сили Лесото (Масеру)
- 1985 : Ліолі (Таятеяненг)
- 1986 : Матлама (Масеру)
- 1987 : Королівські Сили оборони Лесото (Масеру)
- 1988 : Матлама (Масеру)
- 1989 : Арсенал (Масеру)
- 1990 : Королівські Сили оборони Лесото (Масеру)
- 1991 : Арсенал (Масеру)
- 1992 : Матлама (Масеру)
- 1993 : Арсенал (Масеру)
- 1994 : Королівські Сили оборони Лесото (Масеру)
- 1995 : Маянтжа (Мохейлс Хоек)
- 1996 : Рома Роверз (Рома)
- 1997 : Королівські Сили оборони Лесото (Масеру)
- 1998 : Королівські Сили оборони Лесото (Масеру)
- 1999 : Королівські Сили оборони Лесото (Масеру)
- 2000 : Сили оборони Лесото (Масеру)
- 2001 : Сили оборони Лесото (Масеру)
- 2002 : Виправна Служба Лесото (Масеру)
- 2003 : Матлама (Масеру)
- 2004 : Сили оборони Лесото (Масеру)
- 2005 : Ліхопо (Масеру)
- 2006 : Ліхопо (Масеру)
- 2007 : Виправна Служба Лесото (Масеру)
- 2008 : Виправна Служба Лесото (Масеру)
- 2009 : Ліолі (Таятеяненг)
- 2010 : Матлама (Масеру)
- 2011 : Виправна Служба Лесото (Масеру)
- 2012 : Виправна Служба Лесото (Масеру)
- 2013 : Ліолі (Таятеяненг)
- 2014 : Банту (Мафетенг)
- 2015 : Ліолі (Таятеяненг)
- 2016 : Ліолі (Таятеяненг)

## Виступи по клубах
| Клуб                                                            | Місто       | Титулів | Останній титул |
| --------------------------------------------------------------- | ----------- | ------- | -------------- |
| Матлама                                                         | Масеру      | 11      | 2016           |
| Сили оборони Лесото (включаючи Королівські Сили оборони Лесото) | Масеру      | 10      | 2004           |
| Виправна Служба Лесото (включаючи Службу В'язниць Лесото)       | Масеру      | 6       | 2012           |
| Ліолі                                                           | Теятеяненг  | 5       | 2016           |
| Арсенал                                                         | Масеру      | 3       | 1993           |
| Лінаре                                                          | Лерібе      | 3       | 1980           |
| Брати Масеру (включаючи Масеру Юнайтед)                         | Масеру      | 3       | 1981           |
| Ліхопо                                                          | Масеру      | 2       | 2006           |
| Маянтжа                                                         | Мохалес-Хук | 2       | 1995           |
| Банту                                                           | Мафетенг    | 1       | 2014           |
| ФК «Масеру»                                                     | Масеру      | 1       | 1975           |
| Поліція                                                         | Масеру      | 1       | 1972           |
| Рома Роверз                                                     | Рома        | 1       | 1996           |

## Бомбардири
| Рік     | Найкращий бомбардир | Команда             | Голи |
| 2000–01 | Ліре Фірі           | Сили оборони Лесото | 30   |
| 2005–06 | Масуфа Маяра        | Сили оборони Лесото | 9    |
| 2014–15 | Ліцепе Марабе       | ФК «Банту»          | 22   |

## Клуби, які раніше виступали у Прем'єр-лізі
- Лерозолі Політехнік